# 문막고등학교
문막고등학교(文幕高等學校)는 대한민국 강원특별자치도 원주시 문막읍 문막리에 있는 공립 고등학교이다.

## 학교 연혁
- 2009년 2월 25일 : 문막고등학교(보통과 6학급 201명) 설립 인가
- 2010년 3월 2일 : 제1회 2학급(68명) 입학식 거행
- 2011년 12월 14일 : 특수학습(1학급) 신설 인가
- 2012년 8월 23일 : 9학급으로 증설 및 학급당 정원조정(34명) 인가
- 2020년 9월 1일 : 다목적실(청송관) 개관
- 2023년 9월 1일 : 제8대 박종준 교장 부임
- 2025년 1월 6일 : 제13회 졸업식(71명) 총 955명
- 2025년 3월 4일 : 2025학년도 제16회 입학식(83명)

## 참고 자료
- 문막고등학교 - 한국교육학술정보원 학교알리미